# Troides aeacus
Espèce
Statut CITES
Troides aeacus est une espèce de lépidoptères (papillons) asiatiques de la famille des Papilionidae.

## Nom vernaculaire
Troides darsius se nomme golden birdwing en anglais.

## Morphologie
Troides aeacus est un papillon d'une grande envergure, entre 150 mm à 160 mm, aux ailes postérieures très légèrement festonnées, dont le corps présente un thorax noir et un abdomen marron et jaune.
Les mâles ont les ailes antérieures noires aux nervures soulignées de blanc et les ailes postérieures jaune avec une ligne marginale de points noirs et des veines noires. Les revers est semblable.
Les femelles ont les ailes antérieures de couleur noire aux nervures soulignées de blanc et les ailes postérieures jaune à veines noires avec une ligne marginale et une ligne submarginale de taches noires.

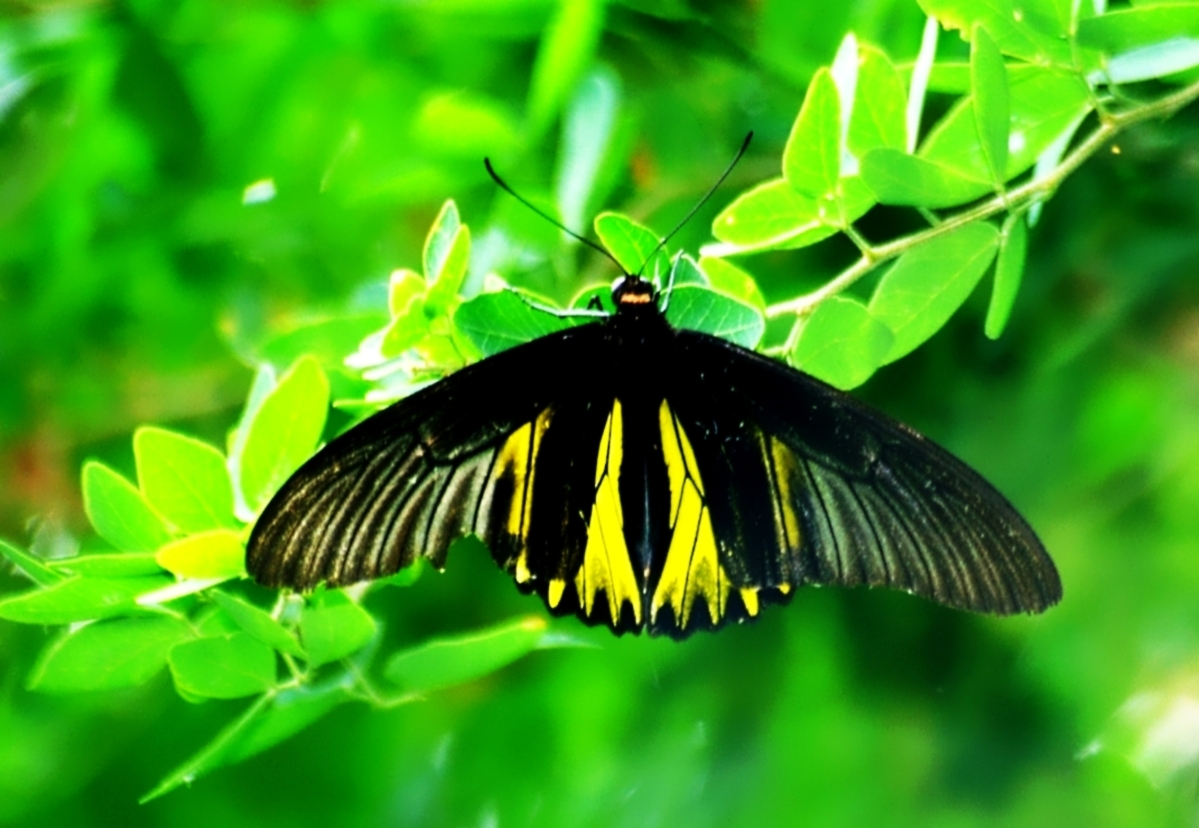
Dessus d'un mâle.
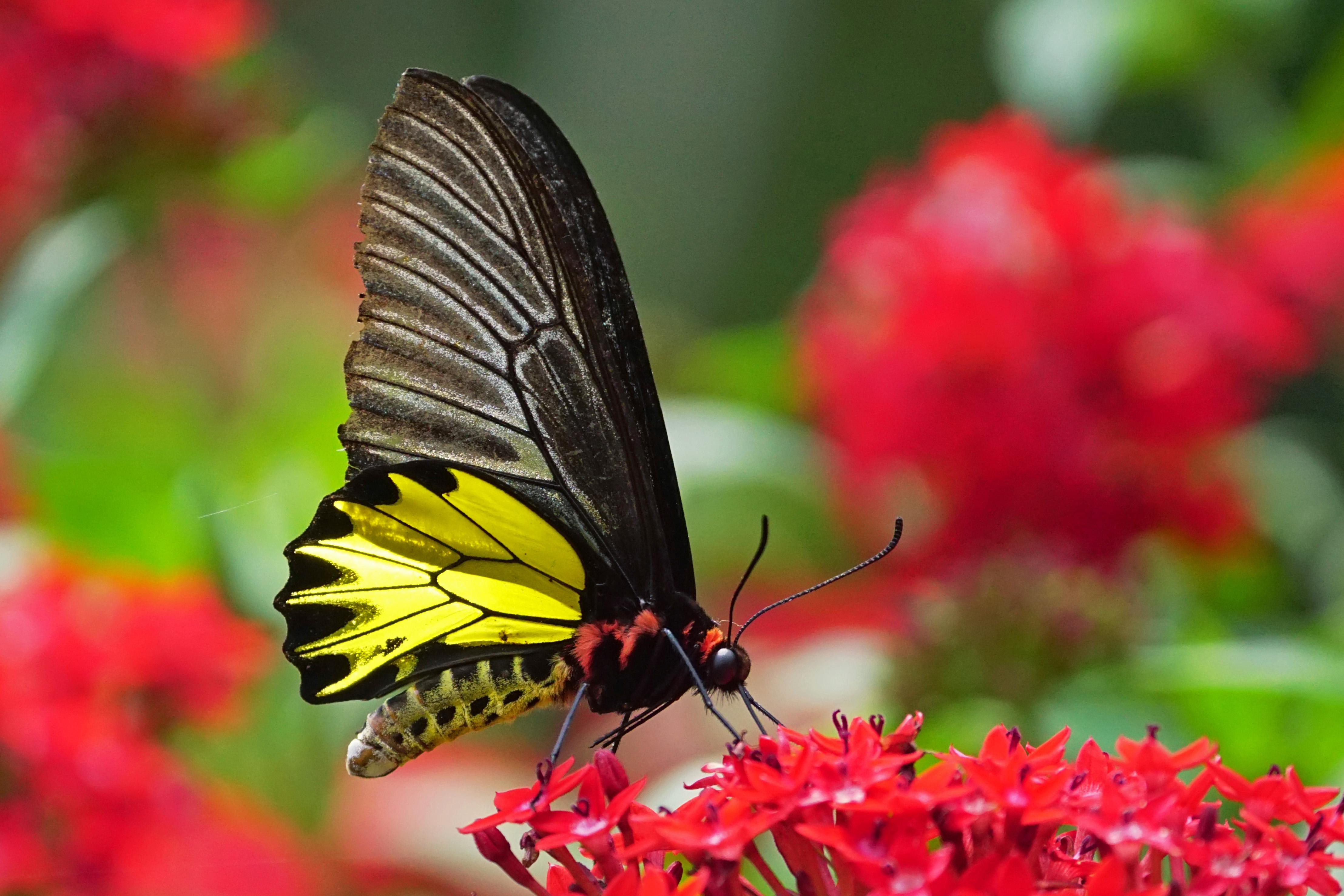
Revers d'un mâle.
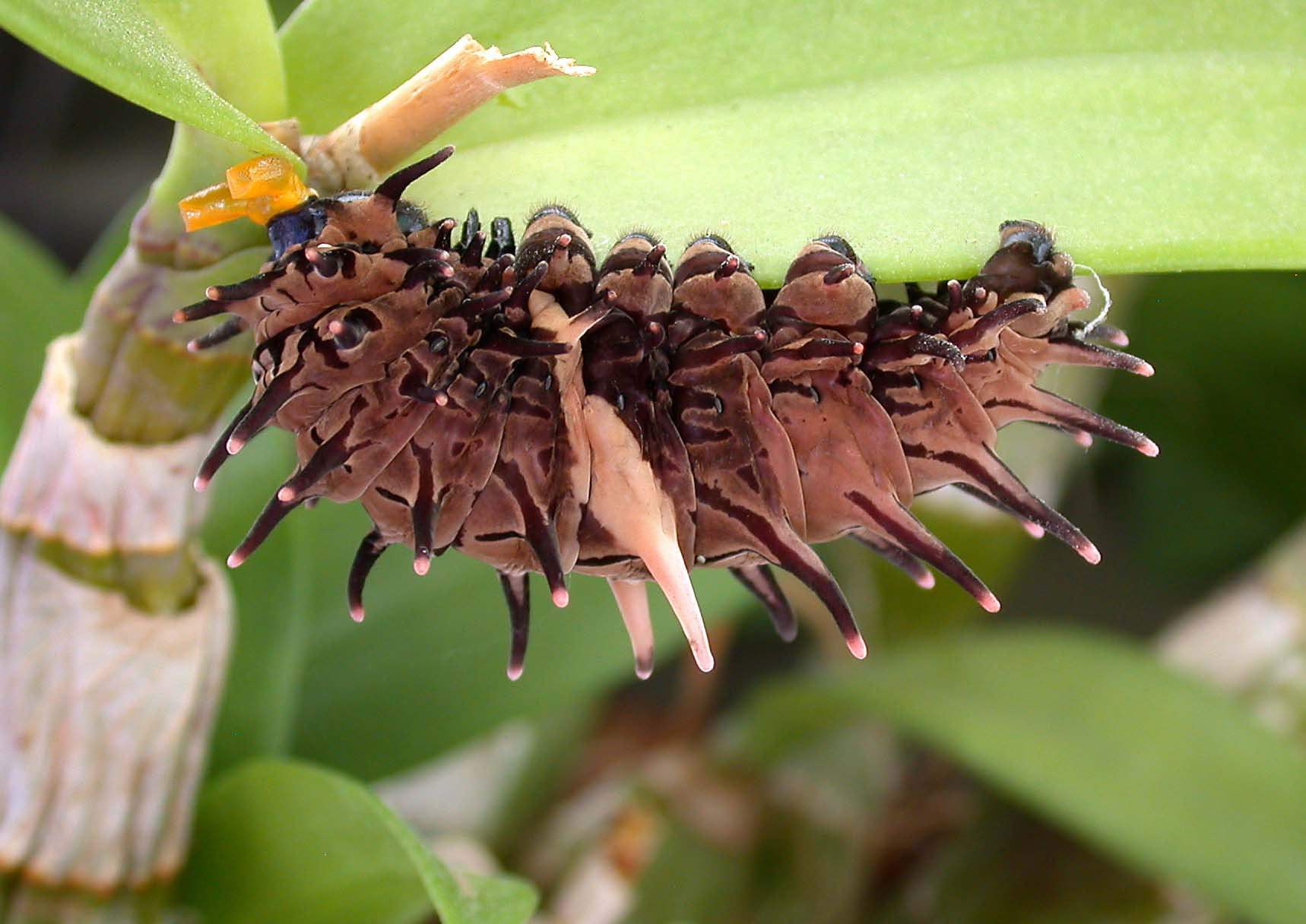
Chenille.

## Biologie
Les plantes hôtes de sa chenille sont des aristoloches, dont Aristolochia griffithi,.

## Distribution et biotopes
Troides aeacus est présent  au Népal, au Bhoutan, en Assam, dans le Sud de la Chine, en Malaisie, dans le Nord-Est de Sumatra et à Taïwan.

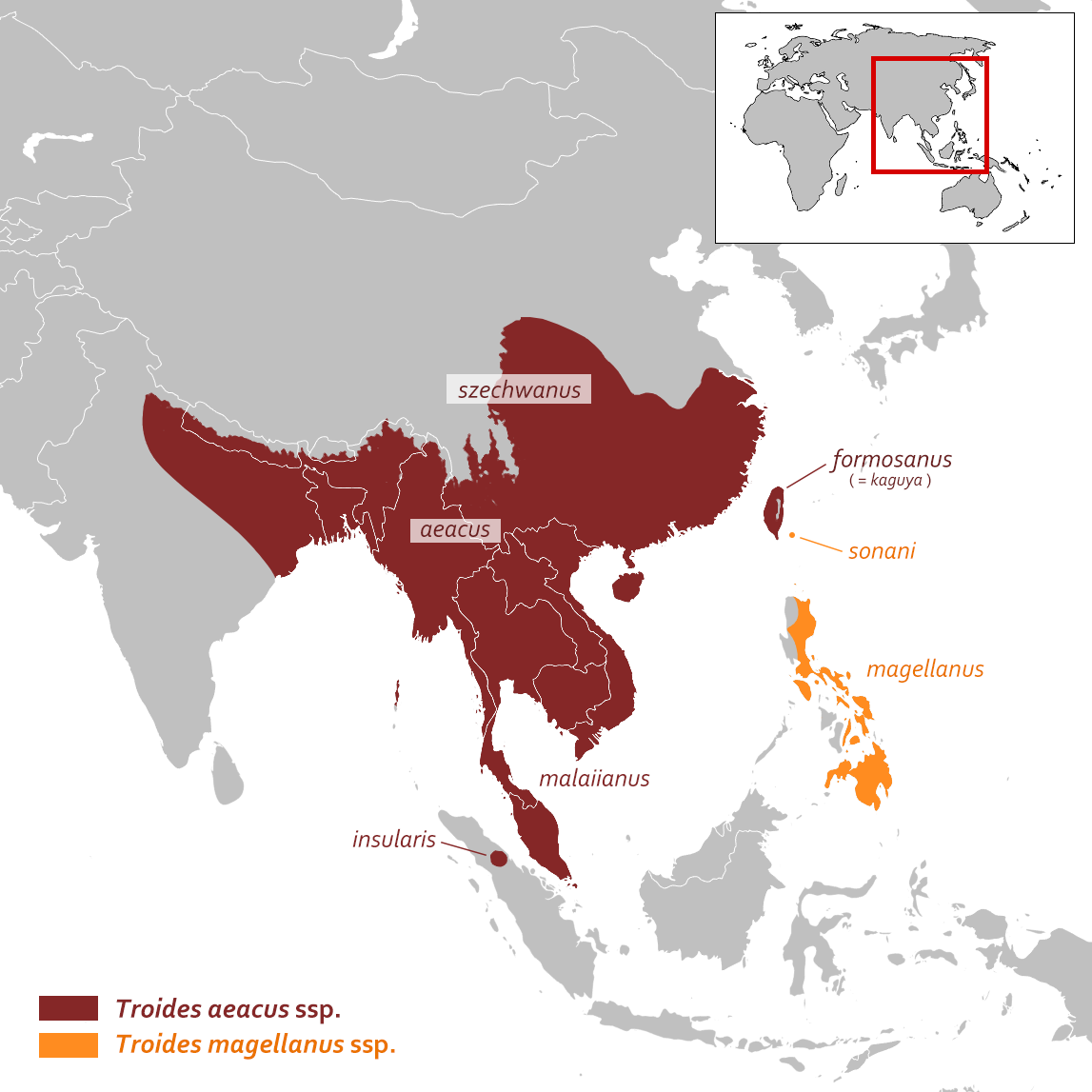
En rouge, aire de répartition du Troides aeacus

Troides aeacus réside dans les lieux où poussent les plantes hôtes de sa chenille, les aristoloches.

## Systématique

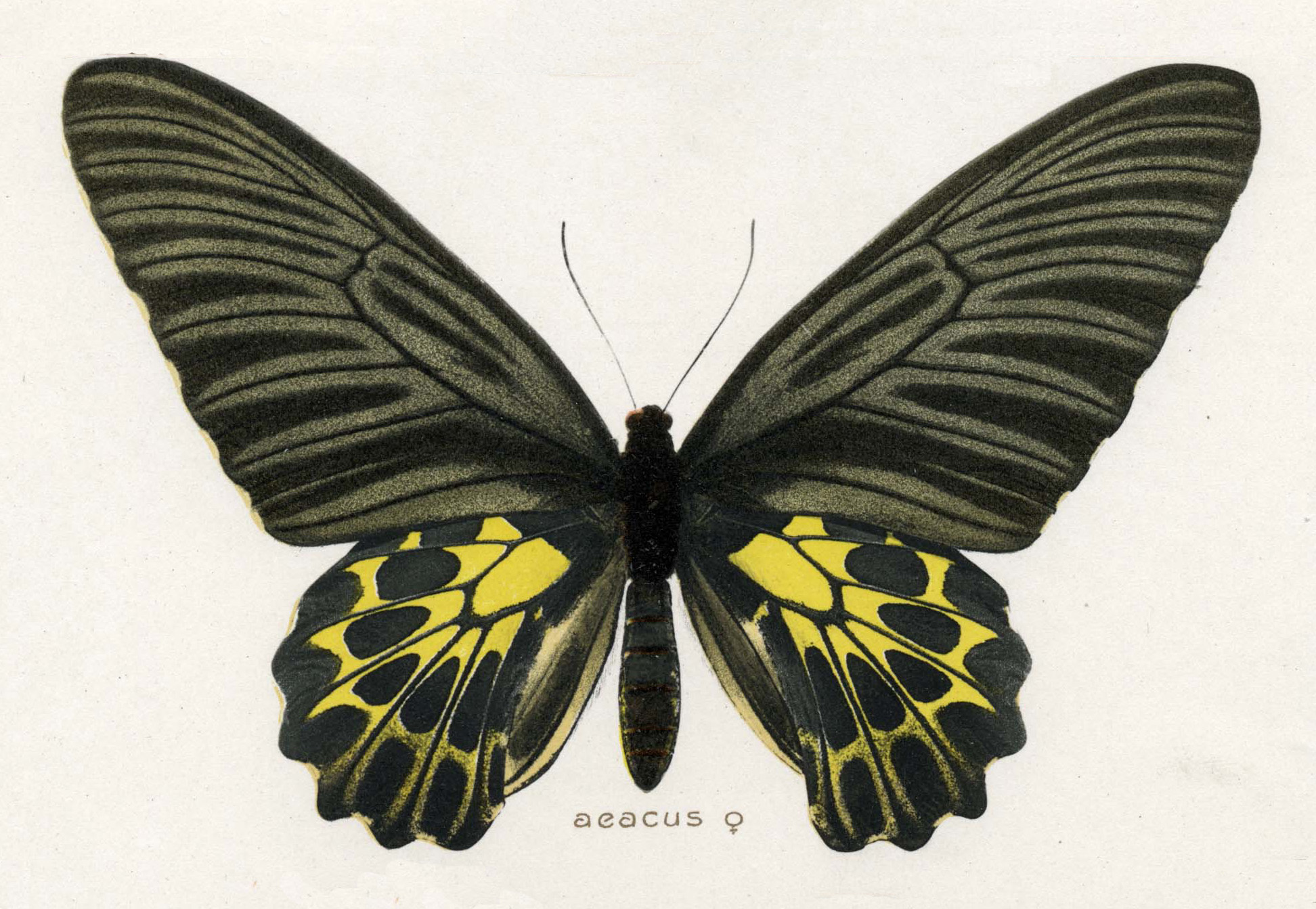
Illustration d'une femelle.

L'espèce actuellement appelée Troides aeacus a été décrite par Cajetan Freiherr von Felder et Rudolf Felder en 1860, sous le nom initial d'Ornithoptera aeacus.

### Sous-espèces
On distingue plusieurs sous-espèces :
- Troides aeacus aeacus (C. & R. Felder, 1860) — présent au Népal, au Bhoutan, en Assam, dans le Sud de la Chine, en Indochine et en Malaisie
- Troides aeacus formosanus Rothschild, 1899 — présent à Taïwan
- Troides aeacus malaiianus Fruhstorfer, 1902 — présent en Malaisie.
- Troides aeacus insularis Ney, 1905 — présent dans le Nord-Est de Sumatra.
- Troides aeacus szechwanus Okano & Okano, 1983 — présent dans le Hainan.

## Protection
Troides aeacus est protégé.